# 頜鱗副紫魚
頜鱗副紫魚為輻鰭魚綱刺尾鯛目笛鯛科的其中一種，也是副紫魚屬的唯一一種。

## 分布
本魚分布於太平洋區，包括新喀里多尼亞、東加、復活節島等海域，棲息深度40-150公尺。

## 形態
本魚體長可達51.3公分。

## 生態
本魚生活在岩石底質海域，屬肉食性。

## 經濟利用
本魚可做為食用魚。